# Fireball (spritdryck)
Fireball är en spritdryck med smak av kanel och whisky, med inslag av vissa kryddor, tillverkad av Sazerac.
Under hösten 2014 drog Systembolaget in försäljningen av drycken i Sverige då för höga värden av propylenglykol hade uppmätts i Finland av Alko. Sedan nya prover tagits kunde produkten åter börja säljas i slutet av 2014.